# 樸斯般
樸斯般（英語：Potts Point）是澳洲新南威爾斯州雪梨正埠的一個人口稠密的小型市區，位於雪梨商業中心區以東2（1.2英里）處，雪梨市地方政府行政區內。
樸斯般位於烏路毛路以東、伊利沙伯灣及喇樹吉打士卑以西、打令靴士以北的山嶺上。該市區大致呈梯形，最大長度不超過1（0.62英里），寬度不超過200（660英尺）。該區東接Macleay Street、東南接打令靴士道（Darlinghurst Road）、南接威廉街、西接Broughham Street及Cowper Wharf Roadway。

## 英皇十字
英皇十字並非市府正式劃定的市區，而是一個完全由樸斯般及伊利沙伯灣市區包圍的商業區，以酒吧、食肆、夜總會、脫衣舞夜總會及成人書店為主。
英皇十字火車亭位於打令靴士道下方，澳洲皇家海軍的花園島設施位於樸斯般北端。

## 外部連結
- SYDNEY.com - Potts Point and Woolloomooloo （页面存档备份，存于）
- Samantha Frappell. . Dictionary of Sydney. Dictionary of Sydney Trust. 2012  [11 October 2015]. （原始内容存档于2011-03-01）.